# Domenico Tardini
Domenico Tardini (ur. 29 lutego 1888 w Rzymie – zm. 30 lipca 1961 tamże) – włoski duchowny katolicki, wysoki urzędnik Kurii rzymskiej, kardynał i Sekretarz Stanu Stolicy Apostolskiej.

## Życiorys
Po święceniach w 1912 zaangażował się w pracę duszpasterską w Rzymie, a także na obrzeżach miasta. W 1921 został członkiem Kurii Rzymskiej. Pracował w kongregacji Nadzwyczajnych Spraw Kościoła. W latach 1923–1929 asystent Akcji Katolickiej. Od 1935 rozpoczął pracę w Sekretariacie Stanu, dochodząc za pontyfikatu Piusa XII do funkcji prosekretarza stanu. W owym czasie (lata 1944–1958) Stolica Apostolska nie posiadała Sekretarza Stanu. Jego funkcję pełnił sam papież. Dopiero po jego śmierci nowy zwierzchnik Kościoła Jan XXIII ogłosił go szefem watykańskiej dyplomacji i mianował kardynałem. Udzielił mu też osobiście sakry biskupiej.
Tardini był zaangażowany w akcję przygotowawczą do Soboru watykańskiego II. Rozesłał ankietę do wszystkich biskupów świata, w której mieli oni wybrać najważniejsze problemy, które miały być poddane dyskusji podczas soboru. Zmarł nie doczekawszy początku obrad. Pochowany w Viterbo.